# روني بيرد
روني بيرد (بالإنجليزية: Ronnie Bird)‏ (27 ديسمبر 1941 في المملكة المتحدة - 20 مارس 2005 في المملكة المتحدة) هو لاعب كرة قدم بريطاني في مركز جناح ‏. لعب مع برمنغهام سيتي وكارديف سيتي ونادي بوري ونادي كرو ألكساندرا ونادي غلوستر سيتي ونادي برادفورد بارك أفنيو.

## وصلات خارجية
- روني بيرد على موقع قاعدة بيانات كرة القدم.إي يو (الإنجليزية)